# Ave Marciana
Ave Marciana (no original A Far Sunset), é um romance de ficção científica escrito por Edmund Cooper, e publicado pela Colecção Argonauta com o número 136. Nele, é narrada a viagem (interior e exterior) empreendida pelo psiquiatra e astronauta britânico Paul Marlowe. Ao final da mesma, como ocorre nas viagens realmente significativas, ele descobre não ser mais a mesma pessoa que havia partido quase um quarto de século antes, do terceiro planeta do Sol.

## Sinopse
Em 2012, os povos da Terra assistem à partida quase simultânea de três naves interestelares: a estadunidense Mayflower, a soviética Outubro Vermelho e a europeia Gloria Mundi. Esta última, destinava-se ao objetivo mais distante dentre as três: Altair, uma estrela 16 anos-luz distante do Sol. E é em Altair Cinco que os doze tripulantes da Gloria Mundi deparam-se com o que parece ser um bilhete premiado de loteria: um planeta não só habitável como habitado – e por vida humanóide inteligente, embora em nível pouco acima da Idade da Pedra. Contudo, ao pousar para confirmar in loco a boa sorte, os orgulhosos desbravadores do século XXI descobrem que todo seu poderio e conhecimento podem não ser suficientes para enfrentar o que o destino lhes reserva.